# Löv, Bohuslän
Löv är en sjö i Munkedals kommun i Bohuslän och ingår i Enningdalsälvens huvudavrinningsområde. Sjön är 18,5 meter djup, har en yta på 0,42 kvadratkilometer och befinner sig 149,1 meter över havet. Vid provfiske har abborre, gädda och mört fångats i sjön.

## Delavrinningsområde
Löv ingår i det delavrinningsområde (652205-126545) som SMHI kallar för Mynnar i Södra Kornsjön. Medelhöjden är 164 meter över havet och ytan är 15,67 kvadratkilometer. Det finns ett avrinningsområde uppströms, och räknas det in blir den ackumulerade arean 22,13 kvadratkilometer. Vattendraget som avvattnar avrinningsområdet har biflödesordning 2, vilket innebär att vattnet flödar genom totalt 2 vattendrag innan det når havet efter 47 kilometer. Avrinningsområdet består mestadels av skog (70 %) och öppen mark (17 %). Avrinningsområdet har 1,75 kvadratkilometer vattenytor vilket ger det en sjöprocent på 11,2 %.